# Масличные культуры
Ма́сличные культуры — растения, используемые для получения жирных масел. Одна из разновидностей технических культур.

## Список масличных культур
Если не указано иначе, названия масел даются по ГОСТ 21314-75, ГОСТ ИСО 5507-97, ГОСТ Р ИСО 5507-2012 или ТР ТС 024/2011.
| Семейство                          | Латинское название                              | Русское название         | Часть растения           | Масло                                                                                |
| ---------------------------------- | ----------------------------------------------- | ------------------------ | ------------------------ | ------------------------------------------------------------------------------------ |
| Анакардиевые (Anacardiaceae)       | Anacardium occidentale L.                       | кешью                    | семя                     | масло кешью                                                                          |
| Анакардиевые (Anacardiaceae)       | Pistacia vera L.                                | фисташка настоящая       | семя                     | фисташковое масло                                                                    |
| Астровые (Asteraceae)              | Carthamus tinctorius L.                         | сафлор красильный        | семя                     | сафлоровое масло                                                                     |
| Астровые (Asteraceae)              | Cynara cardunculus L.                           | артишок испанский        | семя                     | артишоковое масло                                                                    |
| Астровые (Asteraceae)              | Helianthus annuus L.                            | подсолнечник однолетний  | семя                     | подсолнечное масло                                                                   |
| Астровые (Asteraceae)              | Silybum marianum (L.) Gaertn.                   | расторопша пятнистая     | семя                     | масло расторопши                                                                     |
| Бобовые (Fabaceae)                 | Arachis hypogaea L.                             | арахис культурный        | боб                      | арахисовое масло, или масло земляного ореха                                          |
| Бобовые (Fabaceae)                 | Glycine max (L.) Merr.                          | соя культурная           | боб                      | соевое масло, или масло из соевых бобов                                              |
| Буковые (Fagaceae)                 | Fagus spp.                                      | бук                      | орех                     | буковое масло                                                                        |
| Бурачниковые (Boraginaceae)        | Borago officinalis L.                           | огуречная трава          | семя                     | огуречное масло                                                                      |
| Виноградовые (Vitaceae)            | Vitis vinifera L.                               | виноград культурный      | семя                     | виноградное масло, или масло из виноградных косточек, или масло виноградных косточек |
| Диптерокарповые (Dipterocarpaceae) | Shorea spp.                                     | шорея                    | плод                     | масло шореи                                                                          |
| Злаки (Poaceae)                    | Oryza sativa L.                                 | рис посевной             | отруби                   | рисовое масло, или масло рисовых отрубей                                             |
| Злаки (Poaceae)                    | Triticum aestivum L.                            | пшеница мягкая           | зародыш                  | пшеничное масло, или масло из пшеничных зародышей                                    |
| Злаки (Poaceae)                    | Triticum durum Desf.                            | пшеница твёрдая          | зародыш                  | пшеничное масло, или масло из пшеничных зародышей                                    |
| Злаки (Poaceae)                    | Zea mays L.                                     | кукуруза сахарная        | зародыш                  | кукурузное масло                                                                     |
| Зонтичные (Apiaceae)               | Coriandrum sativum L.                           | кориандр посевной        | семя                     | масло кориандровое жирное                                                            |
| Капустные (Brassicaceae)           | Brassica napus L.                               | рапс                     | семя                     | рапсовое масло                                                                       |
| Капустные (Brassicaceae)           | Brassica campestris L.                          | сурепица                 | семя                     | сурепное масло                                                                       |
| Капустные (Brassicaceae)           | Brassica juncea (L.) Czern.                     | горчица сарептская       | семя                     | горчичное масло                                                                      |
| Капустные (Brassicaceae)           | Brassica nigra (L.) W.D.J.Koch                  | горчица чёрная           | семя                     | горчичное масло                                                                      |
| Капустные (Brassicaceae)           | Sinapis alba L.                                 | горчица белая            | семя                     | горчичное масло                                                                      |
| Капустные (Brassicaceae)           | Camelina sativa (L.) Crantz                     | рыжик посевной           | семя                     | рыжиковое масло, или масло рыжика                                                    |
| Капустные (Brassicaceae)           | Crambe abyssinica Hochst. ex R.E.Fr.            | крамбе абиссинская       | семя                     | масло крамбе                                                                         |
| Коноплёвые (Cannabaceae)           | Cannabis sativa L.                              | конопля посевная         | семя                     | конопляное масло, или масло каннабиса                                                |
| Крыжовниковые (Grossulariaceae)    | Ribes nigrum L.                                 | смородина чёрная         | семя                     | масло чёрной смородины                                                               |
| Лавровые (Lauraceae)               | Persea americana Mill.                          | авокадо                  | мезокарпий плода         | масло авокадо                                                                        |
| Лавровые (Lauraceae)               | Persea americana Mill.                          | авокадо                  | ядро плода (семя)        | масло из ядер авокадо                                                                |
| Льновые (Linaceae)                 | Linum usitatissimum L.                          | лён обыкновенный         | семя                     | льняное масло                                                                        |
| Маковые (Papaveraceae)             | Papaver somniferum L.                           | мак снотворный           | семя                     | маковое масло                                                                        |
| Мальвовые (Malvaceae)              | Ceiba pentandra (L.) Gaertn.                    | хлопковое дерево (капок) | семя                     | капоковое масло                                                                      |
| Мальвовые (Malvaceae)              | Gossypium spp.                                  | хлопчатник               | семя                     | хлопковое масло, или хлопчатниковое масло                                            |
| Мальвовые (Malvaceae)              | Theobroma cacao L.                              | какао                    | семя (какао-бобы)        | масло какао                                                                          |
| Мареновые (Rubiaceae)              | Coffea arabica L.                               | кофе аравийский          | семя (кофейное зерно)    | кофейное масло                                                                       |
| Маслиновые (Oleaceae)              | Olea europaea L.                                | олива европейская        | костянка                 | оливковое масло                                                                      |
| Молочайные (Euphorbiaceae)         | Aleurites spp.                                  | тунг                     | семя                     | тунговое масло                                                                       |
| Молочайные (Euphorbiaceae)         | Euphorbia lathyris L.                           | молочай чины             | семя                     | молочайное масло, или масло молочая                                                  |
| Молочайные (Euphorbiaceae)         | Ricinus communis L.                             | клещевина обыкновенная   | семя                     | касторовое масло, или касторка                                                       |
| Олаксовые (Olacaceae)              | Ongokea gore (Hua) Pierre                       | болеко                   | костянка (орех)          | масло болеко                                                                         |
| Ореховые (Juglandaceae)            | Juglans regia L.                                | орех грецкий             | костянка                 | масло грецкого ореха, или ореховое масло                                             |
| Пальмовые (Arecaceae)              | Attalea spp. [syn. Orbignya]                    | атталея                  | сердцевина плода         | масло бабассу                                                                        |
| Пальмовые (Arecaceae)              | Cocos nucifera L.                               | кокосовая пальма         | копра                    | кокосовое масло                                                                      |
| Пальмовые (Arecaceae)              | Elaeis guineensis Jacq.                         | масличная пальма         | мякоть плода             | пальмовое масло                                                                      |
| Пальмовые (Arecaceae)              | Elaeis guineensis Jacq.                         | масличная пальма         | сердцевина плода         | пальмоядровое масло                                                                  |
| Парнолистниковые (Zygophyllaceae)  | Balanites spp.                                  | баланитес                | семя                     | масло баланитеса                                                                     |
| Паслёновые (Solanaceae)            | Solanum lycopersicum L.                         | томат                    | семя                     | томатное масло                                                                       |
| Педалиевые (Pedaliaceae)           | Sesamum indicum L.                              | кунжут индийский         | семя                     | кунжутное масло, или моринговое масло, или бегеновое масло                           |
| Розовые (Rosaceae)                 | Prunus armeniaca L.                             | абрикос                  | семя костянки (косточка) | абрикосовое масло                                                                    |
| Розовые (Rosaceae)                 | Prunus cerasus L.                               | вишня обыкновенная       | семя костянки            | вишневое масло                                                                       |
| Розовые (Rosaceae)                 | Prunus domestica L.                             | слива домашняя           | семя костянки            | сливовое масло                                                                       |
| Розовые (Rosaceae)                 | Prunus dulcis (Mill.) D.A.Webb                  | миндаль                  | семя костянки            | миндальное масло                                                                     |
| Розовые (Rosaceae)                 | Prunus persica (L.) Batsch                      | персик                   | семя костянки            | персиковое масло                                                                     |
| Сапотовые (Sapotaceae)             | Argania spinosa (L.) Skeels                     | аргания колючая          | семя костянки            | арганиевое масло                                                                     |
| Сапотовые (Sapotaceae)             | Madhuca longifolia (J.Koenig ex L.) J.F.Macbr.  | мадука длиннолистная     | семя                     | мадуковое масло, или масло эллипе индийское                                          |
| Сосновые (Pinaceae)                | Pinus pinea L.                                  | пиния                    | семя                     | масло пинии                                                                          |
| Сосновые (Pinaceae)                | Pinus sibirica Du Tour                          | сибирский кедр           | семя (кедровый орех)     | кедровое масло                                                                       |
| Тыквенные (Cucurbitaceae)          | Citrullus lanatus (Thunb.) Matsum. & Nakai      | арбуз обыкновенный       | семя                     | арбузное масло                                                                       |
| Тыквенные (Cucurbitaceae)          | Cucumis melo L.                                 | дыня                     | семя                     | дынное масло                                                                         |
| Тыквенные (Cucurbitaceae)          | Cucurbita maxima Duchesne ex Lam.               | Тыква крупноплодная      | семя                     | тыквенное масло                                                                      |
| Тыквенные (Cucurbitaceae)          | Cucurbita pepo L.                               | Тыква обыкновенная       | семя                     | тыквенное масло                                                                      |
| Хризобалановые (Chrysobalanaceae)  | Licania rigida Benth.                           | ликания жёсткая          | семя                     | ойтисиковое масло                                                                    |
| Чайные (Theaceae)                  | Camellia sinensis (L.) Kuntze                   | чай                      | семя                     | чайное масло                                                                         |
| Яснотковые (Lamiaceae)             | Lallemantia iberica (M.Bieb.) Fisch. & C.A.Mey. | ляллеманция иберийская   | семя                     | ляллеманциевое масло, или масло ляллеманции                                          |
| Яснотковые (Lamiaceae)             | Perilla frutescens (L.) Britton                 | перилла                  | семя                     | перилловое масло                                                                     |

## Производство масличных культур
Мировое производство масличных культур в 2022/23 году составит 629,66 млн т (+2,9% к 2021/22), в том числе соевых бобов 370,11 млн т (+2,8%), рапса 88,56 млн т (+16,8%) и подсолнечника 52,46 млн т (-7,7%). Уборочная площадь масличных культур 303,57 млн га (+2,3%), в том числе соевых бобов 136,54 млн га (+4,1%), рапса 41,84 млн га (+8,8%) и подсолнечника 27,97 млн га (-2,0%). Основные производители масличных культур Китай 68,04 млн т (+9,6%), Индия 42,29 млн т (-2,1%) и ЕС 31,88 млн т (+2,6%).
В России производство рапсового масла, по данным USDA, в сезоне 2022/23 составляет 1,31 млн т (+43,4% к 2021/22),  соевого масла 0,97 млн т (+12,3%) и  подсолнечного масла 6,3 млн т (+8,2%). Производство шрота из маслосемян рапса 1,97 млн т (+43,5%), из соевых бобов 4,26 млн т (+12,5%) и подсолнечного шрота 6,27 млн т (+8,2%).
В 2021 году валовый сбор основных масличных культур в России (подсолнечник, соя, рапс) рекордные 23 млн тонн в чистом весе. Собрали 15,5 млн тонн подсолнечника (+16,8% к 2020 году), 4,76 млн тонн соевых бобов (+10,7% к 2020 году), 2,79 млн тонн рапса (+8,1% к 2020 году), льна масличного 1,1 млн тонн (в 2020 г. 788 тыс. тонн). Увеличение объемов производства в первую очередь обеспечено за счет расширения посевных площадей..
Российский экспорт масложировой продукции в 2021 году составил 7.7 млн т стоимостью $7.3 млрд (из общего объема $37,7 млрд, $30,5 млрд в 2020). Физический объём сократился на 5.2%, в то время как экспортная выручка увеличилась на 48% благодаря значительному росту мировых цен. В том числе на внешние рынки отгружено 3.1 млн т подсолнечного масла (-15%) на $4 млрд (+42%), почти 2.8 млн т растительного шрота и жмыха (+2.4%) на $1.1 млрд (+60%), 814 тыс. т рапсового масла (+18%) на $1 млрд (+71%), 528 тыс. т соевого масла (-21%) на $607 млн (+25%), 297 тыс. т маргарина (+27%) на $415 млн (+81%) .

## Рейтинг сортов зерновых, зернобобовых и масличных культур, выращиваемых в России
Россельхозцентр показал рейтинг ТОП-10 сортов каждой из зерновых, зернобобовых и масличных культур по объемам высева сравнительно для 2022 и 2021 годов в России.
Россельхозцентр показал рейтинг ТОП-10 сортов каждой из зерновых, зернобобовых и масличных культур по объемам высева сравнительно для 2020 и 2021 годов в России.

## Комментарии
1. ↑  Жидкая фракция рафинированного хлопкового масла, выделенная из него охлаждением, — салатное хлопковое масло, твёрдая — хлопковый пальмитин.
2. ↑  Attalea speciosa Mart. и Attalea vitrivir Zona (Axtell, Fairman, 1992).
3. ↑  Жидкая фракция пальмового масла — пальмовый олеин и суперолеин, тугоплавкая — пальмовый стеарин.
4. ↑  Balanites aegyptiaca (L.) Delile и Balanites maughamii Sprague (Axtell, Fairman, 1992).